# Whitmore Mountains
Whitmore Mountains är en bergskedja i Antarktis. Den ligger i Västantarktis. Inget land gör anspråk på området. 
Terrängen runt Whitmore Mountains är en högslätt. Den högsta punkten i i bergskedjan är Mount Seelig, 3 020 meter över havet, 4,0 kilometer norr om Whitmore Mountains. Trakten är obefolkad. Det finns inga samhällen i närheten.